# 합천 옥전 28호분 출토 금귀걸이
합천 옥전 28호분 출토 금귀걸이(陜川 玉田 二十八號墳 出土 金製耳飾) 한 쌍은 1985～1986년까지 이루어진 경상대학교 박물관의 발굴조사에서 출토된 것으로, 현존하는 가야 시대 ‘긴 사슬 장식 금귀걸이’ 중 가장 화려하고 보존 상태가 뛰어난 것으로 평가된다. 2019년 12월 26일에 보물 제2043호로 지정되었다.

## 개요
‘긴 사슬 장식 금귀걸이’는 사슬고리나 S자형 금판고리를 연결하여 기다란 형태를 만든 것으로 신라나 백제에서는 찾아보기 힘든 가야의 독창적인 기술을 보여주고 있다. 이와 유사한 형식의 금귀걸이는 대체로 5세기 가야 문화권에서 주로 유행했으며, 5세기 후반～6세기에는 일본에도 영향을 끼쳤다. 가야귀걸이와 유사한 작품이 다수 전래되고 있다.
발굴단의 식 조사를 통해 발굴되었기 때문에 출토지가 확실하고, 5세기 가야의 고유한 형태를 지닌 점, 일본에 영향을 끼친 점, 한손상 없이  쌍이 온전하게 보존되어 있다는 점에서 가야 금속공예의 대표작으로 가치를 인정받아 보물로 지정되었다.

## 주해
1. ↑  일본 규슈지방 구마모토현 다후나야마(江田船山) 고분에서 출토된 6세기 금귀걸이의 경우 이 귀걸이와 매우 흡사하여 가야의 영향을 받은 것으로 여겨진다.